# NE능률
NE능률(영어: NE Neungyule Inc.)은 1980년에 설립한 대한민국의 교육 기업이다.
베스트셀러 영어 교재와 점유율 1위의 고등학교 영어 교과서 등 대한민국에서 영어 교육 교재에 대한 역량이 강한 기업이다. 누적 판매량 1000만 부를 넘은 '능률VOCA'. 1600만 부를 넘은 '리딩튜터', 500만 부를 넘은 '토마토토익', 300만 부를 넘은 '빠른독해 바른독해' 등으로 유명하다. ELT 전문 브랜드 ‘NE Build & Grow’의 원서형 교재를 중남미·중동·아프리카·동남아 16개국에 수출하고 있기도 하다.
기업의 역사는 무역회사에 다니던 이찬승이 제대로 된 무역영어 관련 서적이 없다는 점에 착안해 1978년 '무역영어 일간지'라는 학습지를 만든게 계기가 되었다. 이찬승은 1980년 7월 설립된 '능률영어사'를 설립하고 1981년 이찬승 미국어 히어링(Hearing)을 출간한다. 1983년에는 능률 VOCABULARY, 1990년에는 리딩튜터 시리즈를 선보였는데 결과는 대박이였다. 본격적으로 교과서 시장에도 진출했다. 2001년과 2002년 각각 7차 교육과정 고등영어 교과서 2종, 고등영어 교과서(회화, 작문, 독해) 3종이 교과서 검정을 통과해 대한민국의 고등학교 정규 교과서로 채택된다. 이 기세에 힘입어 2002년 12월에는 코스닥 시장에 상장한다. 당시 매출액은 164억 원, 당기순이익은 22억 원 수준이었다.
코스닥 상장에 성공한 능률교육은 사업다각화에 나선다. 이러닝 서비스, 기업·대학 대상의 B2B 법인교육, 직영 러닝센터 기반의 전화·화상영어 사업에 차례로 진출한다. 그러나 이찬승 대표 체제 하에서는 오로지 영어 부문에서 수익 기회를 찾았다. 그것은 기업의 강점이자 한계로 다가왔다. 변화는 2009년 한국야쿠르트가 능률교육 창업자 이찬승의 지분과 경영권을 인수하면서 시작됐다. 영어 외에도 영·유아 교육, 수학, 독서논술 등 사업분야를 확장해 성장의 기반을 다진 것이다. 영어 이외로 외연을 넓히면서 매출액 500억 원 달성에 성공한다. 2017년에는 유아교육 전문기업인 '에듀챌린지'를 흡수합병하고 공식 상호를 '능률교육'에서 'NE능률'로 변경하는 등 전 세대를 아우르는 종합 교육서비스 기업으로 바뀔 준비를 마쳤다. 2020년까지 매출액 2000억 원을 달성하겠다는 목표를 세운 상태이다.

## 연혁
- 1980년 7월: 능률영어사 설립
- 1990년 1월: 리딩튜터 시리즈 출간
- 1994년 6월: 주식회사 능률영어사로 법인 전환
- 2002년 12월: 코스닥 등록
- 2003년 7월: 서교동 풍성빌딩으로 사무실 이전
- 2004년 3월: ㈜능률교육으로 사명 변경
- 2014년 7월: 'NE 능률'로 기업 브랜드 변경
- 2017년 11월 1일: 에듀챌린지와 합병, ㈜엔이능률로 사명 변경

## 사업 분야
- 교과서 부문 : 영어, 중국어, 일본어 등
- 영어학습서 부문 : 능률 VOCA, 리딩 튜터 등
- 수학학습서 부문 : 사고셈, 수능까지 이어지는 초등 고학년 수학 등
- 국어학습서 부문 : 세토독, 세토한국사 등
- 유아전집 부문 : 지구가꿈틀, 창작탐험대 등
- ELT교재 부문 : NE Build & Grow
- 수험교재 부문 : 토마토 토익
- 영자신문 부문 : NE Times
- 영어시험 부문 : NELT